# Lagen om upphandling inom försörjningssektorerna
Lag (2016:1146) om upphandling inom försörjningssektorerna (2016:1146), tidigare  förkortat LUF, är en lag i Sverige som reglerar köp som görs av myndigheter och vissa andra organisationer med verksamhet inom vatten, energi, transporter och posttjänster. Motsvarande regler gäller även i andra länder som tillhör EU. Grunden är EU-direktiv 2014/25/EU.
Exempel på myndigheter och organisationer som omfattas av denna lag är elnätsbolag, LFV, Trafikverket och Länstrafikbolagen.
För myndigheter och organisationer inom den så kallade klassiska sektorn gäller istället Lagen om offentlig upphandling (SFS 2016:1145).
Lagen gäller för myndigheter, kommuner, landsting och statliga myndigheter, offentligägda bolag, och vissa andra organisationer som står dessa nära. Den omfattar även företag som bedriver verksamhet inom försörjningssektorerna, och som en upphandlande myndighet kan utöva ett bestämmande inflytande över. Hit hör också offentliga och privata företag som bedriver verksamhet inom försörjningssektorerna med stöd av en särskild rättighet eller ensamrätt.
Undantag görs dock för vissa former av kommersiell och annan verksamhet. Dessutom gäller lagen olika för olika typer av upphandlingar.
Denna lag är något mindre detaljstyrd än Lagen om offentlig upphandling.
Tillsynsmyndighet och i viss mån också rådgivande när det gäller hur lagen skall tillämpas var tidigare Nämnden för offentlig upphandling (NOU). Denna nämnd har numera uppgått i Konkurrensverket.

## Innehåll
Lagen reglerar i detalj hur myndigheter får agera när de köper (upphandlar) varor, tjänster och entreprenader. Den process som föreskrivs för alla inköp som överstiger 1 092 436 kronor är tämligen detaljerad. Myndigheter är enligt lagen skyldiga att annonsera alla inköp som kommer att göras för att intresserade företag skall beredas möjlighet att lämna anbud. De krav som ställs skall vidare tillkännages i ett förfrågningsunderlag. Myndigheter måste lämna ut förfrågningsunderlaget och utvärdera alla anbud eller ansökningar om att få lämna anbud. Utvärderingen skall ske på sakliga grunder, och får inte avvika från den utvärderingsmetod som skall ha tillkännagivits i förfrågningsunderlaget. Utfallet av utvärderingen skall avgöra vem som vinner kontraktet, och detta tillkännages i ett tilldelningsbeslut. Den som lämnat anbud och har invändningar mot sakligheten i myndighetens hantering av upphandlingen kan vända sig till förvaltningsrätten i det län där upphandlingen görs med en begäran om överprövning.

## Historik
Lagen ersatte den 1 december 2016 Lag om upphandling inom områdena vatten, energi, transporter och posttjänster (2007:1092), som baserades på EU-direktiv 2004/17/EG ("försörjningsdirektivet").Lagen (SFS 2007:1092) trädde i kraft först 1 januari 2008 och ersatte tidigare lag (SFS 1992:1528). 

## Domstolstolkning
Enligt en dom i Högsta förvaltningsdomstolen, vilken baseras på ett utlåtande från EU-domstolen som HFD begärde då de inte kunde tolka lagen, ska lagen även gälla SJ. Lägre svenska instanser hade beslutat att SJ såsom en kommersiell tågoperatör inte omfattas av LUF. Knäckfrågan var om uttrycket "drift av nät i syfte att tillhandahålla tjänst för allmänheten i form av transporter med järnväg" (i 2007 års LUF 1 kap 8§, i 2016 års LUF 2 kap 5§, i 2004/17/EG Artikel 5, samma skrivning i alla) ska omfatta tågoperatörer, eller bara spårförvaltare. 